# NEROCA FC
Der North Eastern Re-Organising Cultural Association Football Club, auch einfach NEROCA FC genannt, ist ein indischer Fußballverein aus Imphal, der aktuell in der I-League sowie in der Manipur State League spielt.

## Erfolge
- I-League: 2017/18 (2. Platz)
- I-League 2nd Division: 2016/17
- Manipur State League: 2014, 2016
- Tiddim Invitation Football Trophy: 2004
- Churachand Singh Trophy: 2012/13, 2014/15, 2016, 2018/19, 2019

## Stadion
Der Verein trägt seine Heimspiele im Khuman Lampak Main Stadium in Imphal aus. Das Stadion hat ein Fassungsvermögen von 35.000 Zuschauern.

## Trainerchronik
| Name                  | von               | bis                |
| --------------------- | ----------------- | ------------------ |
| Gift Raikhan          | 1. Juli 2015      | 30. April 2018     |
| Manuel Retamero       | 7. Juni 2018      | 11. März 2019      |
| Renedy Singh          | 12. März 2019     | 8. Mai 2019        |
| Gift Raikhan          | 4. September 2019 | 31. Mai 2021       |
| Wangkhem Khogen Singh | 5. Juli 2021      | 30. September 2023 |
| Jacob M J Joseph      | 1. Juli 2023      |                    |